# Merauke
Merauke is een stad en onderdistrict aan de zuidkust van het eiland Nieuw-Guinea. Het vormt een onderdistrict in het gelijknamige regentschap Merauke in het zuidoosten van de Indonesische provincie Papoea. Merauke staat bekend als de oostelijkste stad van Indonesië. De Indonesische uitdrukking Dari Sabang sampai Merauke ("van Sabang tot Merauke") wordt wel gebruikt om het hele Indonesische territorium aan te duiden: van Sabang op het eiland Weh in het uiterste (noord)westen tot Merauke in het uiterste (zuid)oosten van het land. De stad heeft een oppervlakte van 1.445 km² en telt 99.986 inwoners (2017). Na de opdeling in 2022 van de Indonesische provincies Papua en Papua Barat in zes nieuwe provincies werd Merauke de provinciehoofdplaats van Papua Selatan (Zuid-Papoea).

## Geografie

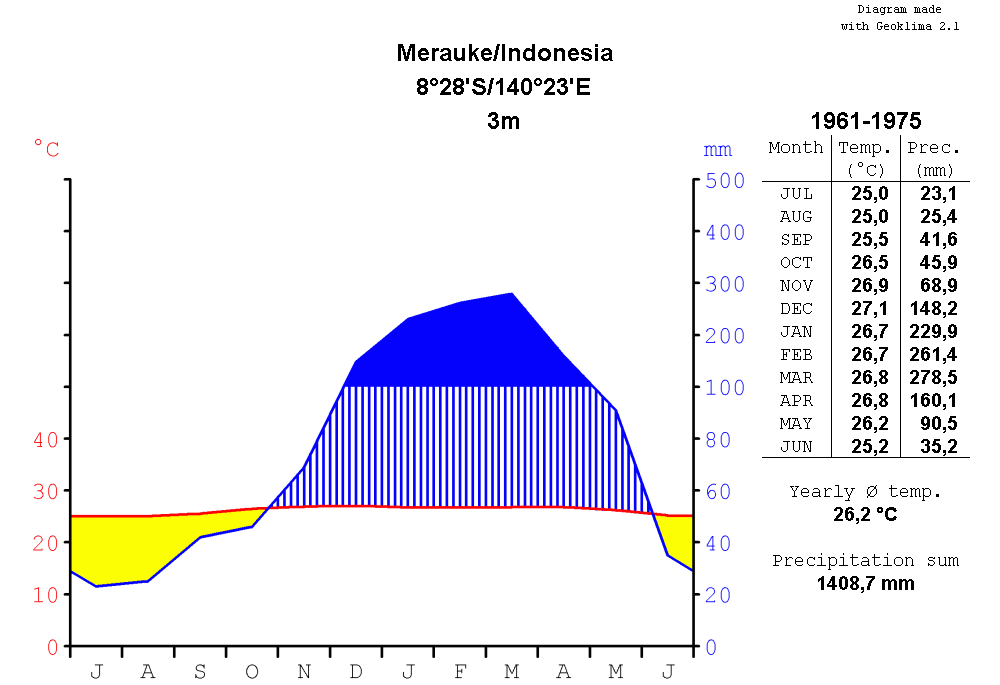
Klimatogram van Merauke (gegevens van 1961-75)

Merauke is gelegen in een droog en vlak (delta)gebied aan zuidoostzijde van de monding van de rivier de Maro (of Merauke) in de Arafurazee. In het achterland van de stad ligt het eiland Yos Sudarso (het vroegere Frederik-Hendrik) en verder weg de Aru-eilanden (Molukken). De omgeving bestaat uit savanne, waar eucalyptusbomen groeien en kangoeroes voorkomen. Langs de moerassen en rivieren in de buurt groeien, net als in de rest van het Nieuw-Guinese laagland, sagopalmen. 13 kilometer ten noordoosten van Merauke ligt het nationaal park Wasur-Rawa Biru.
De stad is door een weg verbonden met Tanahmerah (locatie van het Nederlandse strafkamp Boven-Digoel) diep in het binnenland, alsook een aantal plaatsen in de omgeving en plaatsen over de grens met Papoea-Nieuw-Guinea. In het zuidelijk deel van de stad ligt de luchthaven Mopah. De stad is over zee door de Pelnilijn verbonden met Timika en andere Indonesische plaatsen.

## Geschiedenis

### Voorgeschiedenis
In 1891 startte de (Koninklijke) Paketvaart Maatschappij (KPM) vanaf Ternate met 12-wekelijkse diensten langs de noord- en zuidkust van het Nederlandse deel van Nieuw-Guinea, waar zich toen nog geen enkele Nederlandse bestuurspost bevond. De schepen voeren daarom meer als vlagvertoon dan als handelsboten tot aan de 141e lengtegraad, de grens met Brits-Nieuw-Guinea. In hetzelfde jaar deed gouverneur William McGregor van Brits-Nieuw-Guinea het diplomatieke verzoek aan de Nederlanders of ze niet een einde konden maken aan het koppensnellen in Brits-Nieuw-Guinea door de Papoea's waarschijnlijk woonachtig aan Nederlandse zijde van de grens. Deze Papoea's, van de Marind-anim werden door de omliggende stammen ook wel 'Tugeri's' genoemd, wat zoveel als "mesdragers" betekent vanwege de bamboe messen om hun hals, waarmee koppen werden gesneld. In 1892 ging daarop een Nederlandse posthouder van Patani als vertegenwoordiger van het bestuur mee naar het zuidoosten van het Nederlandse deel van Nieuw-Guinea om inlichtingen in te winnen over dit volk. Bij de kampong Sileraka (of Selerika, later kreeg het de naam Sarire of Seri(e)re) nabij het latere Merauke (ongeveer 18 'paal' ofwel ongeveer 27 kilometer zuidelijker) werd contact gelegd met de Marind-anim (aanvankelijk 'Tugeri's' genoemd, later 'Kajakaja's' en uiteindelijk 'Marindinezen') door middel van de Engelse zendeling-avonturier Montague, die al een tijd bij hen had verbleven. Vervolgens werd daar een Nederlands wapenschild geplaatst en de Nederlandse vlag gehesen. De posthouder van Patani werd vervolgens aangesteld als bestuursambtenaar in Sileraka om de op vreedzame manier te pogen kennis te verkrijgen over het gebied, de taal en volkscultuur van de Marind-anim, hen over te halen te stoppen met koppensnellen en hen voor te bereiden op koloniaal bestuur. Op 7 december 1892 werd de posthouder vervolgens samen met een katholieke zendeling, 12 gewapende politiemannen, 10 bewapende dwangarbeiders (pradjoerits, inlandse soldaten) en voor drie maanden proviand aan land gezet bij Sileraka. De bevolking bleek echter vijandiger dan gedacht: dingen werden gestolen en vonden kleine aanvallen plaats, die echter steeds heviger werden. Nadat ook nog een pradjoerit was gedood, liet de posthouder zich alweer op 6 januari 1893 samen met de overgeblevenen evacueren bij de eerstvolgende KPM-dienst.
Een aantal jaar werden vervolgens geen formele pogingen meer ondernomen om contact te leggen met de bevolking. Wel lagen vanaf 1897 plannen om het zuiden en westen van Nieuw-Guinea bestuurlijk af te scheiden als aparte gebieden zodra een geschikte plek was gevonden voor een bestuurspost aan de kust. Aanvankelijk was in het Nederlandse parlement weinig animo voor het oprichten van bestuursposten in Nieuw-Guinea, maar nadat de Britten en Duitsers claims hadden gelegd op oostelijke delen van het eiland en Japan Formosa had bezet in 1895 en in 1897 wilde geruchten kwamen over Japanse kolonisten die het zouden hebben voorzien op Nieuw-Guinea dan wel omringende eilanden, begon de angst voor buitenlandse interventie toe te nemen en trad de gedachte dat dergelijke posten daar moesten komen toch steeds meer op de voorgrond.:174 Dit leidde vervolgens in 1898 tot de stichting van de bestuursposten Fakfak en Manokwari.
Op 27 december 1899 poogden een viertal scheepsofficieren van het KPM-schip Generaal Pel informeel contact te leggen (zoals wel vaker werd gedaan) toen ze voor anker lagen in de buurt van de negorijen Jouberika (Borim) en Bouterika/Baderike (Boeti)), nabij de 141e breedtegraad. Drie van hen verdwenen echter (en werden waarschijnlijk vermoord) en een raakte gewond door een daaropvolgende hinderlaag. Een zoektocht van de Generaal Pel liep op niks uit. Bij terugkomst werd het bestuur direct gewaarschuwd en op 9 januari 1900 voer het flottielje-vaartuig Serdang uit vanuit Fakfak in een poging de officieren te redden. Na een aantal vruchteloze pogingen moest het schip echter terugkeren naar Soerabaja om kolen in te slaan. Op 6 maart 1900 was de Serdang terug bij de beide negorijen. Na wederom een vruchteloze zoektocht, ditmaal over land, werden 6 inlanders (5 anderen wisten in angst over boord te springen en verdronken) als gijzelaars meegenomen om in Fakfak Maleis te leren om zo als tolken te kunnen fungeren voor de Nederlanders. Omstreeks dezelfde tijd kwam opnieuw een verzoek van de Britten (nu van McGregors opvolger, luitenant-gouverneur George Le Hunte) na een nieuwe strooptocht of nu eindelijk eens iets aan die hongi's kon worden gedaan. De verdwijning van de drie scheepsofficieren had veel stof opgeworpen in de media (vooral door De Telegraaf) en het vormde daarop de aanleiding voor het stichten van de bestuurspost Merauke.:175-176
Op 26 november 1900 keerde de Serdang terug met het flottieljeschip Sumatra en ging voor anker nabij de monding van de Amberauke (Kumbe), maar vertrok na aanvallen de dag erop naar de oostelijker gelegen monding van de Merauke (Maro). De Merauke bleek een zeer geschikte plaats om voor anker te gaan, daar grote schepen daar tot vlak bij de oever konden komen en deze rivier vlak voor de monding een bocht naar het oosten maakt; een kalme haven, ook wanneer de Arafurazee onstuimig was. Daarbij was het land vlak en vruchtbaar. Een tocht werd naar het binnenland ondernomen, maar de groep werd diverse malen van alle kanten bestookt, waarop de groep terugschoot en uit wraak de negorij Kajakerika platbrandde, hetgeen de aanvallen deed stoppen. Bij een daaropvolgende tocht naar Sileraka bleek deze plek veel minder geschikt om een post te stichten, waarop de rivier Merauke werd uitgekozen als vestigingsplaats voor een nieuwe bestuurspost. Toen eenmaal duidelijk was waar de nieuwe koloniale vestiging zou gaan komen werd op 18 juni 1901 een contract getekend met de sultan van Ternate waarmee Nederland het bestuur kreeg over de nieuwe afdeling Zuid Nieuw-Guinea (afgesplitst van de bestaande afdeling West- en Zuid-Nieuw-Guinea, die vervolgens werd hernoemd tot West Nieuw-Guinea) opgericht, waarvan Merauke de bestuurspost moest gaan vormen; eerst tijdelijk, maar vanaf 20 januari 1902 definitief.

### Koloniale periode
Op 12 februari 1902 ontstond Merauke daarop als Nederlandse militaire bestuurspost toen het KPM-schip Van Goens samen met het loodsende flottieljeschip Nias voor anker gingen op de plek van de toekomstige bestuurspost (het KPM-schip Van Swoll was al op 9 februari binnengeloodst door de Nias). Daar werd een tijdelijk bivak opgezet en een begin gemaakt met de aanleg van de plaats. 160 militairen en 4 officieren werden geplaatst om de bestuurspost te ondersteunen (volgens katholieke missionaris Jan-Baptist Henkelman ("priester Alexis") 300:59
, alsook ongeveer 200 dwangarbeiders). De naam Merauke berust op een misverstand: Toen de Nederlanders door middel van handgebaren vroegen naar de naam van het bestaande dorp (ze wezen ook naar de rivier), antwoordden de lokale Papoea's 'Maro ke', "dat is de Maro":112, ook omdat zij misschien dachten dat deze rivier met zijn breedte van 500 meter ter plaatse veel belangrijker was dan het gebied eromheen. De Papoea's noemen de stad naar het omliggende gebied Ermasoe(k). De nabij wonende Marind-anim bleken gevaarlijk; ondanks waarschuwingen hadden zich op 22 februari 5 Chinese timmermannen, 2 politiedienaren en 1 mandoer over de dwangarbeiders buiten het kamp begeven in de richting van de Marind-anim. Ze werden later allen onthoofd teruggevonden. In de eerste dagen werd ook veel gestolen, tot aan de boeien in de rivier aan toe.
Eind februari waren de Marind-anim de aanwezigheid van de blanken echter zat daar ze inzagen dat het zo gedaan was met hun onbeperkte vrijheid. Ze kwamen daarop bijeen en besloten de blanken door middel van een aanval te verdrijven. In de nacht van 26 op 27 februari poogden daarop ongeveer 2000 man Marind-anim een aanval op de wachtposten van het bivak te ondernemen. Daar stuitten ze echter op prikkeldraad, dat als bescherming om de plaats was aangelegd (De Marind-ainm mochten hier niet binnen komen). Toen werd geschoten door gealarmeerde wachtposten, trokken ze zich, volgens de bestuurspost, terug met achterlating van vele doden.
De vijandelijkheden namen daarop af maar eind maart werden toch weer dertien Atjehse dwangarbeiders vermoord en begin april vier Javaanse dwangarbeiders die zich zonder militaire bescherming buiten de poort hadden gewaagd. Diefstallen zetten zich echter ook in de maanden erop voort totdat strafexpedities en scheepsgranaten (van de Nias) negorijen waarvan inwoners zich hieraan schuldig maakten zo zwaar beschoten dat ook deze sterk afnamen. Ook werden na maanden van rust in augustus 24 Atjehse dwangarbeiders onthoofd nadat ze ruzie hadden gekregen met de bevolking van het dorp Koeperike, alwaar later hun schedels werden teruggevonden, nadat de inwoners van het dorp waren verjaagd. Daarop verdwenen de koppensnelactiviteiten. In november werd nog een patrouille overvallen nabij het dorp Wendoe, waarbij 8 overvallers werden gedood, maar daarna leek het besef te zijn gekomen dat het geen zin had om de blanken nog langer aan te vallen. Met kerst 1902 woonden daar ongeveer 1000 mensen; 350 gevangenen uit Atjeh (zie Atjehoorlog), 180 soldaten (60 Europese en 120 inlandse) en een groot aantal Javaanse arbeiders.:60
In 1903 werd handelsmaatschappij Merauke Compagnie opgericht. Op verzoek van de koloniale overheid werd vervolgens een KPM-dienst opgezet tussen Singapore en Sileraka. De eerste assistent-resident die het bestuur had over de afdeling Zuid Nieuw-Guinea, de eigenzinnige Johannes Alexander Kroesen, voorzag grote economische perspectieven voor Merauke; hij verwachtte een massale toestroom komen van Javanen, Chinezen, Filipino's en Australiërs. De rest van de koloniale overheid was minder positief. De KPM-lijn voer nog jaren met grote verliezen naar Merauke.:176 In hetzelfde jaar telde de plaats reeds 2 Europese winkels en 12 Chinese toko's. Ook ontstond handel tussen de Chinezen en de Marind-anim, die kokosnoten ('klappers') ruilden tegen bijlen, messen en kleren. Deze handel groeide snel, zodat in 1906 al 6 zeilprauwen lagen bij Merauke voor de handel. De handelaren maakten zich echter in toenemende mate schuldig aan diefstal en afpersing en hadden omgang met de vrouwen van de Marind-anim, waarop ruzies uitbraken met een aantal doden en het platbranden van kampongs tot gevolg. Het bestuur liet daarop in 1907 een nieuwe politiepost opzetten bij Okaba en ging beter toezicht houden op de handelaren. Het koppensnellen verdween echter niet meteen in de jaren erop; diverse malen wordt in documenten gesproken van strafexpedities naar de dorpen die zich eraan schuldig maakten. De koppen werden dan in beslag genomen, de prauwen waarmee gesneld werd vernield en de bevolking diende als straf een aantal varkens te betalen aan het bestuur. Een reden voor het doorgaan van het koppensnellen was dat op deze wijze namen werden gegeven aan de kinderen van het eigen dorp; degene die werd gedood werd om zijn naam gevraagd alvorens zijn hoofd werd afgesneden en vervolgens kreeg een kind deze naam.:33-34
In 1905 startte de katholieke kerk een missiepost. In hetzelfde jaar werd een vuurtoren geplaatst aan de monding van de Maro. In 1916 startte de Zwitserse antropoloog Paul Wirz in Merauke met zijn veldwerk onder de Marind-anim.
Voor de Tweede Wereldoorlog werd de plaats reeds sterk uitgebouwd. Daar werd een marinebasis gevestigd, wegen aangelegd en verrezen naast overheidsgebouwen ook scholen, internaten, een ziekenhuis, postkantoor en een aantal katholieke gebouwen: een bisschopshuis en een kerk. Merauke vormde namelijk een belangrijke post voor katholieke missionarissen, die van hieruit de bevolking kerstenden. Vooral bisschop Herman Tillemans was hierin actief en vormde tevens een belangrijke politieke machtsfactor in zuidelijk Nieuw-Guinea. Merauke werd vervolgens in 1950 aangewezen als apostolisch vicariaat en werd in 1966 de zetel van een aartsbisdom, gevestigd in de Kathedraal van de Heilige Franciscus Xaverius. In 2005 werd de 100-jarige aanwezigheid van het katholicisme in Merauke gevierd. Sinds 1930 bevindt zich ook een Molukse Protestantse Kerk in Merauke.
Voor de oorlog werd ook gepoogd het gebied rond de plaats te ontwikkelen door landbouwprojecten op te starten, waarvan het grotendeels Javaanse veeteeltstation Moppoah bij het vliegveld het grootste was. Deze Javanen verzorgden zelfs paardenraces. Aan de rivier de Kumbe werd verder door de Nederlanders een rijstteeltbedrijf op poten gezet. Merauke was populair als uitvalsbasis voor de jacht op paradijsvogels, waarvan de veren gewild waren als ornament op dameshoeden. Vele prijsjagers kwamen naar het gebied uit Nederlands-Indië, Australië, China en Europa. Uiteindelijk werd de jacht in 1928 verboden door de Nederlandse koloniale regering.

### Tweede Wereldoorlog

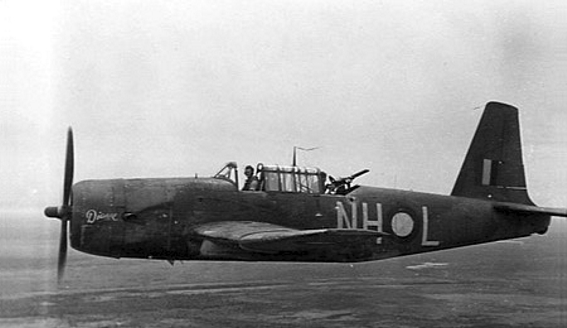
RAAF-A-31 van het 12e Squadron in vlucht nabij Merauke op 23 december 1943

Toen Azië in de Tweede Wereldoorlog verkeerde, vormde Merauke met Tanah Merah het enige stukje Nederlands-Indië dat niet werd veroverd door het Japanse Keizerrijk, dat zijn opmars aan zuidzijde van Nieuw-Guinea stopte in 1942 bij het eiland Frederik-Hendrik. In Merauke waren destijds het 31e en 51e bataljon van het KNIL gevestigd. Hoewel de Japanse troepen niet verder trokken, werd de plaats wel hevig gebombardeerd door Japanse vliegtuigen vooral in 1942 (alleen begin 1942 al 19 keer) en 1943 (een van de zwaarste was de 21e luchtaanval op 9 september 1943), zodat uiteindelijk slechts een paar hutjes overeind bleven staan. In december 1942 werd het KNIL in Merauke versterkt door het 62e Australische bataljon nadat Australië de plaats uitgekozen had als strategische basis voor de verdediging van de Straat Torres. In maart 1943 werd daarop het Australische 46e squadron RAAF gestationeerd in Merauke om de luchtverdediging ter hand te nemen. Eind 1943 was ook het 12e Squadron er gelegerd. De Amerikaanse generaal Douglas MacArthur koos Merauke daarop uit als plaats waarvandaan de strijd tegen de Japanners moest worden versterkt. Daartoe werd in mei 1943 door de RAAF een behoorlijke landingsbaan aangelegd (de huidige Luchthaven Mopah) die een bedekking kreeg van marston matting (geperforeerd staal). Dezelfde maand werden door de Amerikanen luchtverdedigingsinstallaties geplaatst bij Merauke. Ook werd het wegennet voor dit doel uitgebreid en een haven aangelegd. In augustus 1943 werd ook het Australische 26e bataljon gestationeerd in Tanah Merah, waarop de Australiërs gedurende een jaar lang patrouilles uitvoerden in een gebied van 400 kilometer ten noorden en westen van Merauke. In mei 1944 verving het Nederlandse 120ste squadron jachtvliegers van het KNIL (een kleine 50 man, allen geboren in Nederlands-Indië) het 86e Squadron RAAF en werd onder het uitvoerend bevel van de RAAF belast met de luchtverdediging van Merauke en de Straat Torres, verkenningsvluchten en het bestoken van Japanse posten. Daartoe was het uitgerust met 24 verouderde eenmotorige Amerikaanse Curtiss P-40N-20-CU-toestellen (van tevoren waren tweemotorige P-38 Lightnings beloofd, maar dit ging niet door). In september 1944 werd het 120e overgeplaatst naar Numfor.

### Na de oorlog
Met de onafhankelijkheid van Indonesië, kwamen steeds meer mensen uit andere delen van het voormalige Nederlands-Indië naar Merauke, vooral vanaf de Molukken. In de jaren 1950 was het aantal inwoners toegenomen tot ongeveer 6000, waarvan het merendeel bestond uit Marind-anim. Door de immigratie van elders kwamen echter ook steeds meer Molukkers, Chinezen en Javanen te wonen, die elk hun eigen cultuur meebrachten.
In de nacht van 23 op 24 juni 1962 werden 214 Indonesische para's (160 van het Banteng Airborne/Raiders Batalyon 530 en 54 van het Resimen Para Komando Angkatan Darat of kortweg RPKAD) onder leiding van kapitein Benny Moerdani gedropt in de buurt van Merauke in het kader van infiltratieoperatie Naga ("draak"). Merauke vormde het doelwit omdat daar zich volgens Indonesische inlichtingen slechts 200 man troepen bevonden – minder dan het aantal gedropte para's; er ruim 2000 mensen woonden die eventueel – mocht iets mislopen – als gijzelaars konden worden gebruikt; in de omliggende dorpen veel Javaanse bannelingen woonden die – zo hoopte Indonesië – meer affiniteit zouden hebben met de Indonesische zaak dan de Papoea's; de plaats in een bekend strijdlied van Soekarno fungeerde ("Van Sabang tot Merauke"). De droppingen mislukten echter doordat de Herculestoestellen die hen vervoerden er niet goed konden navigeren en hen op de verkeerde plaatsen afwierpen, zodat ze tientallen kilometers verderop werden gedropt achter moerassen. Een aantal kwam om doordat ze in de rivier belandden. De gewaarschuwde Nederlanders hadden de daaropvolgende maanden hun handen vol aan het oprollen van alle para's. Met het sluiten van de wapenstilstand op 18 augustus 1962 kwamen de resterende para's uit de bossen (Moerdani pas op 29 augustus).
Sinds Papoea onder Soeharto werd uitgekozen als een van de locaties voor het transmigrasiproject zijn in de buurt van Merauke veel van deze nederzettingen gesticht. Het behoort daarmee samen met Timika tot de belangrijkste vestigingsgebieden voor transmigranten van zuidelijk Papoea.

### Merauke Five
Tussen 2008 en 2009 zaten in Merauke vier Australiërs en een Nederlandse vrouw (de 'Merauke Five' in de Australische media) die zonder visum of surat jalan met een vliegtuig naar Merauke vlogen gevangen. Ze hadden van een kennis vernomen dat het visum bij aankomst kon worden geregeld, maar van de luchtverkeersleiding kregen ze te horen dat ze illegaal in het Indonesische luchtruim verkeerden. Toen de piloot meldde rechtsomkeert te willen maken, werd verklaard dat ze wel met een boete van af konden komen en werd erop aangedrongen te landen op luchthaven Mopah. Na de landing werden ze echter gearresteerd en vervolgens door de rechtbank in Merauke veroordeeld tot 2 tot 3 jaar (piloot) cel en duizenden euro's boete wegens het schenden van het luchtruim en –doordat ze werden meegenomen uit de internationale zone van het vliegveld, Indonesië in – het illegaal betreden van Indonesië zonder visum. Het vijftal vocht de veroordeling aan bij het hooggerechtshof van Jayapura, dat het vijftal (mogelijk onder Australische druk) vervolgens vrijpleitte, vooral omdat een bandopname tussen piloot en luchtverkeersleider aantoonde dat er toestemming was verleend tot landen. Nadat ook de lokale openbare aanklager Yafeth Bonai was overtuigd door een telefoontje uit Jakarta, kon het vijftal na negen maanden vertrekken met hun toestel.
Volgens Bonai was hij geïnstrueerd door de Indonesische hoofdaanklager Hendarman Supandji. Mogelijk werd de achtergrond voor het incident gevormd door het feit dat Australië een aantal Indonesische vissersboten had laten vernietigen of door het feit dat Australië een paar jaar eerder (in 2006) 42 Papoeaanse onafhankelijkheidsactivisten asiel verleende, waarop de Indonesische ambassadeur werd teruggeroepen.